# Waldemar Świerzy
Waldemar Świerzy (* 9. September 1931 in Kattowitz; † 27. November 2013 in Warschau) war ein polnischer Grafiker und Grafikdesigner, spezialisiert auf Gebrauchsgrafik und international bekannt für seine Plakatkunst.

## Leben und Werk
Waldemar Świerzy studierte an der Kattowitzer Abteilung der Akademie der Künste in Krakau in der Klasse von Professor Józef Mroszczak. Ab dem Jahr 1952 lebte er in Warschau, wo er viele Jahre für das Verlagshaus WAG und den Filmvertrieb CWP als Grafiker arbeitete. Die Polnische Handelskammer hatte ihn mit der Gestaltung vieler Ausstellungen im In- und Ausland beauftragt. Seine Plakate waren auf zahlreichen Ausstellungen, unter anderem in Wien, Buenos Aires, Berlin, Moskau, Stockholm und in Rio de Janeiro vertreten.
Er errang viele Auszeichnungen mit seinen Plakaten, unter anderem von 1960 bis 1963 je einen Preis für „Das beste Plakat des Jahres“. Im Jahr 1959 erhielt er den Toulouse-Lautrec Grand Prix in Versailles, die Gold-Medaille der Polnischen Poster Biennale in Kattowitz 1965, 1971 und 1975 und die Silber-Medaille 1977, 1987 und 1989. Er gewann die Silber-Medaille der Internationalen Tourismus Poster Ausstellung in Mailand 1967 und den ersten Preis der International Biennale of the Arts in São Paulo 1969 sowie die Gold-Medaille 1976 und die Silber-Medaille 1972 der Internationalen Poster Biennale in Warschau. Im Jahr 1964 wurden einige seiner Plakate auf der documenta III in Kassel in der Abteilung Graphik gezeigt.
Er war Lehrer an den Akademien der Schönen Künste in Posen und Warschau.
Er entwarf und gestaltete Plakate, Bücher und Ausstellungen. Seine Arbeiten sind Teil ständiger Sammlungen, unter anderem im Stedelijk Museum in Amsterdam, in der Kunstbibliothek in Berlin, in der Eremitage in Sankt Petersburg, im Institute of Contemporary Art in London, im National Museum in Posen, im Wilanów Poster Museum und anderen Museen weltweit.
Świerzy starb am 27. November 2013 im Alter von 82 Jahren in Warschau, wo er bis zuletzt gelebt und gearbeitet hat.